# مجاز طيران

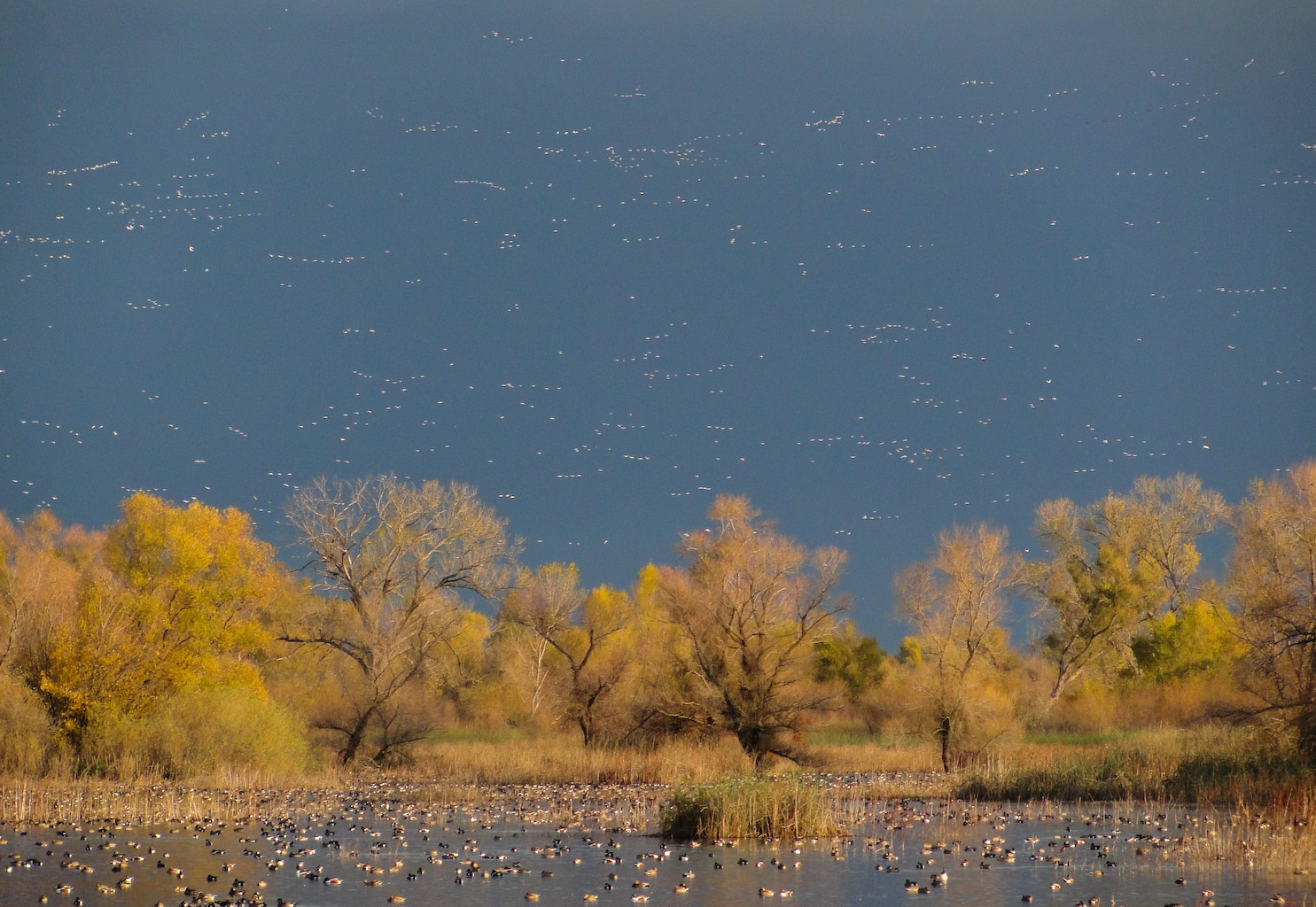
وصول الطيور المائية إلى الوادي المركزي بكلفرنية وهي نقطة انطلاق على مجاز طيران الهادئ

مجَاز الطيران هو مسار جوي تستخدمه أعداد كبيرة من الطيور أثناء الهجرة بين مناطق تكاثرها وأماكن إشتائها. تمتد مجازات الطيران عمومًا عبر القارات وغالبًا ما تمر فوق المحيطات. يمكن اعتبار مجازات الطيران على أنها طرق سريعة شريانية واسعة تكون طرق الهجرة لمختلف الأنواع روافد لها.  ثمت أربعة مجازات طيران رئيسية بين الشمال والجنوب في أمريكة الشمالية وستة تشمل أوراسية وإفريقية وأسترالية.

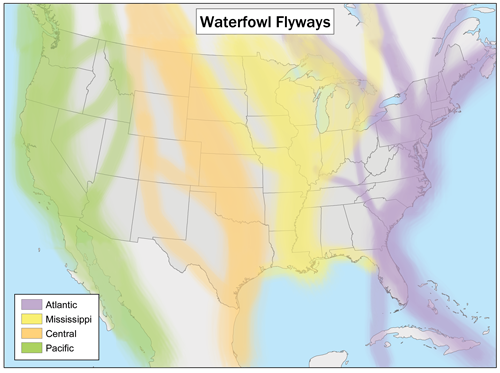
توزيع مجازات طيران الطيور المائية الأمريكية الشمالية : خطوط الطيران الأطلسي والمسسبّي والوسطى والهادئ.

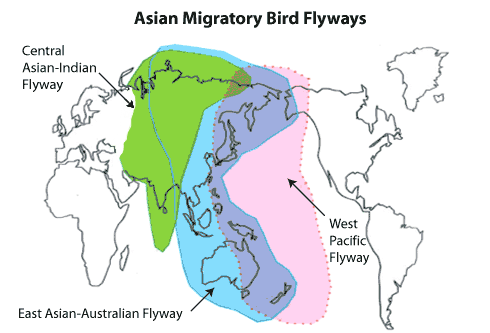
مجازات طيران الطيور المهاجرة من آسية الوسطى والهند وشرق آسية وأسترالية وغرب المحيط الهادئ